# Levkocitoza
Levkocitoza je prehodno zvišanje koncentracije levkocitov v krvi, ki nastane največkrat zaradi vnetne reakcije, ki jo povzročajo bakterije, lahko pa tudi zaradi malignih sprememb. Koncentracija levkocitov se zviša na 15·109–20·109/L (normalne vrednosti so 4·109–10·109/L). Če se zviša 40·109–100·109/L, pomeni levkemodino reakcijo. Levkocitoza prvotno nastane ob sprostitvi celic iz kostnega mozga in je povezana s povečanim številom sorazmerno nezrelih nevtrofilcev v krvi.
Proliferacije levkocitov razdelimo na:
- reaktivne levkocitoze,
- neoplastične oz. tumorske levkocitoze,
  - limfatične in mieloične levkemije.[1]

## Reaktivna levkocitoza
Reaktivna levkocitoza je skupna reakcija na številna vnetna stanja, včasih je tudi prvi znak neoplastične rasti levkocitov. Število levkocitov se poveča zaradi:
- velikosti mieloičnih in limfatičnih prekurzorskih celic in skladiščenja celičnih »otočkov« v kostnem mozgu, krvnem obtoku, perifernih tkivih,
- stopnje sprostitve celic iz celičnih »otočkov« v kostnem mozgu v krvni obtok,
- deleža celic, ki so pritrjene na stene krvnih žil,
- stopnje ekstravazacije celic iz krvi v tkiva.[2]

## Limfatične novotvorbe
Pri limfatičnih novotvorbah ločimo:
- prekurzorske neoplazme limfocitov B (nezreli limfociti B),
- periferne neoplazme limfocitov B (zreli limfociti B),
- prekurzorske neoplazme limfocitov T (nezreli limfociti T),
- periferne neoplazme limfocitov T in naravnih celic ubijalk (zreli limfociti T in zrele naravne celice ubijalke)
- Hodgkinov limfom (kronična, najprej lokalna, kasneje generalizirana maligna novotvorba limfatičnega sistema neznanega izvora, z značilno histološko zgradbo s celicami velikankami, ki se kaže s povečanimi bezgavkami, povečano vranico, vročino, znojenjem, izgubo teka in hujšanjem).

Največ neoplazem izvira iz limfocitov B (80-85 %), sledijo tumorji, ki jih povzročajo limfociti T, najmanj pa je tumorjev, ki izvirajo iz naravnih celic ubijalk. Neoplastični limfociti B ali T pogosto posnemajo delovanje normalnih, zdravih celic.

## Tumorske levkocitoze
Ločimo med limfatičnimi in mieloičnimi levkemijami. Levkemija pomeni močno povečano število nenormalnih, patoloških belih krvnih celic v krvi. Te so novotvorbe matičnih celic hemopoeze, ki hkrati vzniknejo v vsem kostnem mozgu in ga pogosto difuzno preraščajo. Običajno neoplastične celice v velikem številu vdirajo v kri, lahko tudi v vranico, jetra, bezgavke in druga tkiva. Pri nekaterih bolnikih z levkemijo neoplastične celice ne vdirajo v kri, zato je lahko pri njih število levkocitov v krvi normalno ali celo zmanjšano. Tradicionalno delimo levkemije na akutne in kronične na osnovi
- vrste hemopoetskih celic, pri katerih je prišlo do neoplastične preobrazbe,
- stopnje zrelosti neoplastičnih celic.[3]